# جاك هاربر (لاعب كرة قدم)
جاك هاربر (بالإسبانية: Jack Harper؛ بالإنجليزية: Jack Harper) هو لاعب كرة قدم إسباني وبريطاني، ولد في 28 فبراير 1996 في مالقة في إسبانيا. لعب مع ريال مدريد ونادي مالقا.

## وصلات خارجية
- جاك هاربر على موقع الاتحاد الأوربي (الإنجليزية)
- جاك هاربر على موقع قاعدة بيانات كرة القدم.إي يو (الإنجليزية)
- جاك هاربر على موقع Soccerway.com (الإنجليزية)